# Catherine Massip
Pour les articles homonymes, voir Massip.
Catherine Massip, née le 12 mai 1946 à Paris, est une bibliothécaire et musicologue française.

## Biographie
Catherine Massip naît à Paris le 12 mai 1946,.
Élève de l'École nationale des chartes, elle y obtient le diplôme d'archiviste paléographe en 1973 avec une thèse intitulée Les musiciens à Paris au milieu du XVIIe siècle (1643-1661). Institutions et condition sociale. Elle obtient également des premiers prix au CNSM en histoire de la musique et en musicologie. Elle est également titulaire d'un doctorat d'État.
Elle est nommée en 1973 conservateur au département de la musique de la Bibliothèque nationale. Elle y fait toute sa carrière et dirige le département de 1988 à 2012. Elle est nommée conservateur général en 1992.
Elle a été présidente des Arts Florissants de 1996 à 2011, secrétaire générale de l'association des Arts Florissants depuis 2012 et trésorière de la Fondation Les Arts Florissants - William Christie,.
Parallèlement, elle enseigne la musicologie de l'époque moderne (XVIe – XXe siècle) en tant que directeur d'études à l'École pratique des hautes études et est chercheur au sein de l'Institut de recherche sur le patrimoine musical en France.
Des Mélanges lui sont offerts à l'occasion de son départ à la retraite.

## Œuvres
En plus de nombreux articles dans des revues scientifiques, elle est l'auteur de :
- Michel-Richard Delalande. Le Lully latin, Genève, Papillon, 2005, 160 p. (Collection Mélophiles).
- Hector Berlioz. La Voix du romantisme, en collaboration avec Cécile Reynaud, catalogue d’exposition, Paris, BNF, 2003, 264 p.
- L’Art de bien chanter : Michel Lambert (1610-1696), Paris, Société française de musicologie, 1999, 412 p.  (ISBN 978-2-85357-246-0)
- Catalogue des manuscrits musicaux antérieurs à 1800 conservés au département de la Musique de la Bibliothèque nationale de France, sous la direction de Cécile Grand et Catherine Massip. A et B. Paris, BnF, 1999. XVII-529 p.
- Au cœur du baroque : les vingt ans des Arts Florissants, en collaboration avec Marie-José Kerhoas, catalogue d’exposition, Paris, Bibliothèque-Musée de l’Opéra, septembre/décembre 1999.
- Portrait(s) de Darius Milhaud, sous la direction de Myriam Chimènes et Catherine Massip, Paris, BnF, 1998, 151 p. À l’occasion de l’exposition « Les mythologies de Darius Milhaud » avril-juin 1999, dont « Repères chronologiques », p. 57-91.
- André Gedalge, catalogue d’exposition, en collaboration avec Myriam Chimènes Paris, BnF, 1996.
- Hommage à Olivier Messiaen, catalogue d’exposition, Paris, BnF, 1996.
- Portrait(s) d’Olivier Messiaen, sous la direction de Catherine Massip, Paris, BnF, 1996. 175 p. Dont « Regards sur Olivier Messiaen, textes réunis par Catherine Massip » p. 6-37.
- Wagner, le Ring en images, en collaboration avec Elisabeth Vilatte, catalogue d’exposition, Paris, BNF, 1994.
- Don Juan (commissariat général), catalogue d’exposition, Paris, BnF, 1991.
- Le Chant d’Euterpe, Paris, Hervas (BNP/BN), 1991, 188 p. (Iconographie musicale à la BnF).
- La France et la Russie au Siècle des Lumières, catalogue d’exposition, Paris, Moscou, Leningrad (musée de l’Ermitage), 1987.
- Musiques anciennes (dation de Chambure), catalogue d’exposition, en collaboration avec François Lesure, Josiane BranRicci, Florence Gétreau (Abondance), Paris, BnF, 1980.
- Berlioz, textes et contextes, Joël-Marie Fauquet, Catherine Massip, Cécile Reynaud (direction scientifique), Paris, Société française de musicologie, 2011, 326 p.  (ISBN 978-2-85357-022-0)
- Henry Prunières (1886-1942), un musicologue engagé dans la vie musicale de l'entre-deux guerres, Myriam Chimènes, Florence Gétreau et Catherine Massip (direction scientifique), Paris, Société française de musicologie, 600 p.  (ISBN 978-2-85357-246-0)